# Arctosa kwangreungensis
Arctosa kwangreungensis är en spindelart som beskrevs av Paik och Tanaka 1986. Arctosa kwangreungensis ingår i släktet Arctosa och familjen vargspindlar. Inga underarter finns listade i Catalogue of Life.